# John Megna
John Megna (* 9. November 1952 in Queens, New York als John Anthony Ingolia; † 5. September 1995 in Los Angeles, Kalifornien) war ein US-amerikanischer Schauspieler.

## Leben und Karriere
John Megna, der Sohn einer Sängerin, machte sein Schauspieldebüt am Broadway bereits mit sechs Jahren in dem Musical Greenwillow von Frank Loesser. Größere Bekanntheit erlangte er 1963 mit der Rolle des Charles Baker ,Dill‘ Harris im Filmklassiker Wer die Nachtigall stört, basierend auf dem gleichnamigen Roman von Harper Lee. Seine Figur des fantasievollen Nachbarsjungen Dill basierte auf Lees Kindheitsfreund Truman Capote. Anschließend folgten weitere kleine Filmrollen, beispielsweise in Wiegenlied für eine Leiche (1964) als Junge, der im Haus von Bette Davis’ Figur eine Mutprobe absolvieren muss. Zudem übernahm er Gastauftritte in einigen Fernsehserien wie Raumschiff Enterprise und The Alfred Hitchcock Hour. Anfang der 1970er Jahre studierte Megna an der Cornell University, wo er Schauspiel als Hauptfach belegte.
Nach sieben Jahren ohne Film- und Fernsehauftritt kehrte der inzwischen erwachsene Megna ab dem Jahr 1974 vor die Kamera zurück. In Der Pate – Teil II von Francis Ford Coppola spielte er eine winzige Rolle als junger Hyman Roth (der alte Hyman wurde von Schauspiellegende Lee Strasberg verkörpert). Megnas wichtigste Szene in diesem Film wurde allerdings geschnitten. Größere Erfolge als erwachsener Darsteller blieben in den Folgejahren für Megna aus, bei seinen Mitwirkungen an Filmen und Serien kam er nicht über Nebenrollen hinaus. Er arbeitete ab dieser Zeit auch als Theaterregisseur und gründete die gemeinnützige Theatergruppe L.A. Arts. Schließlich schlug Megna in den 1980er-Jahren eine zweite Laufbahn als Lehrer ein. Er unterrichtete Englisch, Spanisch und Geschichte an Schulen in Los Angeles.
John Megna starb im Juli 1995 im Alter von nur 42 Jahren an AIDS. Er hinterließ drei Geschwister, darunter seine ältere Halbschwester, die Schauspielerin Connie Stevens.

## Filmografie
- 1961: The Ed Sullivan Show (Fernsehserie, Folge 14x34)
- 1961/1962: Target: The Corruptors (Fernsehserie, 2 Folgen)
- 1962: Gnadenlose Stadt (Naked City, Fernsehserie, Folge 4x10)
- 1962: Wer die Nachtigall stört (To Kill a Mockingbird)
- 1962–1963: The DuPont Show of the Week (Fernsehserie, 2 Folgen)
- 1963: Look Up and Live (Fernsehserie, eine Folge)
- 1964: Alfred Hitchcock zeigt (The Alfred Hitchcock Hour, Fernsehserie, Folge 2x13)
- 1964: Dr. Kildare (Fernsehserie, Folge 4x06)
- 1964: Wiegenlied für eine Leiche (Hush… Hush, Sweet Charlotte)
- 1964: The Big World of Little Adam (Fernsehserie)
- 1965: Ben Casey (Fernsehserie, Folge 4x30)
- 1966: New York Expreß (Blindfold)
- 1966: Vierzig Draufgänger (Follow Me, Boys!)
- 1966: Raumschiff Enterprise (Star Trek: The Original Series, Fernsehserie, Folge 1x08 Miri, ein Kleinling)
- 1967: Tennisschläger und Kanonen (I Spy, Fernsehserie, Folge 3x05)
- 1967: The Danny Thomas Hour (Fernsehserie, Folge 1x10)
- 1974: Der Pate – Teil II (The Godfather Part II)
- 1975: The Fisher Family (Fernsehserie, eine Folge)
- 1975–1977: Make-up und Pistolen (Police Woman, Fernsehserie, 4 Folgen)
- 1976: The Boy in the Plastic Bubble (Fernsehfilm)
- 1976: I Want to Keep My Baby! (Fernsehfilm)
- 1976: Nachdenkliche Geschichten (Insight, Fernsehserie, Folge 1x399)
- 1976: Bumpers Revier (The Blue Knight, Fernsehserie, Folge 2x09)
- 1977: Hollywood High (Fernsehserie, Folge 1x01)
- 1977: Ein anderer Mann – eine andere Frau (Another Man, Another Chance)
- 1977: Der Pate: Die Saga (The Godfather Saga, Miniserie, Folge 1x01)
- 1978: Die letzte Schlacht (Go Tell the Spartans)
- 1979: Street Gangs – Kampf um Leben und Tod (Sunnyside)
- 1979: Butch & Sundance – Die frühen Jahre (Butch and Sundance: The Early Days)
- 1980: Skag (Fernsehserie, eine Folge)
- 1980: Das ausgekochte Schlitzohr ist wieder auf Achse (Smokey and the Bandit II)
- 1981: Auf dem Highway ist die Hölle los (The Cannonball Run)
- 1983: Likely Stories, Vol. 4 (Fernsehfilm)
- 1984: T.V. – Total verrückt (The Ratings Game, Fernsehfilm)